# Sistema hidràulic de l'Alt Harz
El Regalat sistema hidràulic de l'Alt Harz (alemany: Oberharzer Wasserregal) és un sistema de preses, embassaments, canals i altres estructures, la major part dels quals es varen construir als segles XVI al XIX en desviar i emmagatzemar l'aigua que va conduir les rodes d'aigua de les mines la regió de l'Alt Harz d'Alemanya. Està inscrit a la llista del Patrimoni de la Humanitat de la UNESCO.
El terme regal, aquí, es refereix a la concessió de privilegis reials o drets, en aquest cas per permetre l'ús d'aigua per a les operacions mineres a les muntanyes de Harz, Alemanya.